# Alona (рослини)
Alona — рід рослин родини пасльонових, що походить з Чилі. Його часто вважають підродом у межах роду Nolana.